# Science/Fiction
«Science/Fiction» (с англ. — «Наука / Фантастика») — пятый эпизод второго сезона американского супергеройского сериала «Локи», снятого по мотивам комиксов Marvel Comics с участием персонажа Локи. По сюжету, Локи пытается собрать всех сотрудников организации «Управление временными изменениями» (УВИ), чтобы уберечь реальность от уничтожения. События эпизода разворачиваются в медиафраншизе «Кинематографическая вселенная Marvel», также он разделяет связь с фильмами франшизы. Сценарий написал Эрик Мартин, режиссуру осуществили Джастин Бенсон и Аарон Мурхед.
Том Хиддлстон повторил роль Локи из предыдущих проектов киновселенной. Также к своим ролям вернулись София Ди Мартино (Сильвия), Вунми Мосаку (Охотник B-15), Юджин Кордеро (Кейси), и Оуэн Уилсон (Мобиус М. Мобиус). В актёрский состав эпизода также вошли Рафаэль Касаль (Охотник Х-5, озвучивание) и Ке Хюи Куан (Уроборос). К ноябрю 2020 года началась разработка второго сезона «Локи», что было официально подтверждено в июле 2021 года. В феврале 2022 года стало известно, что Бенсон, Мурхед и Мартин возьмутся за режиссуру и написание сценария для сезона.
Эпизод «Наука / Фантастика» был выпущен на стриминговом сервисе Disney+ 2 ноября 2023 года.

## Сюжет
После взрыва Ткача времени Локи приходит в себя в организации «Управление временными изменениями» (УВИ) и замечает, что все сотрудники организации исчезли. Проходя по УВИ, у Локи вновь начинаются «провалы» во времени и он вновь попадает в петлю времени, замечая свою будущую версию, после чего, перемещаясь в прошлое, становится этой самой версией. Локи забирает со стола Руководство по УВИ и замечает, как УВИ начинает спагеттифицироваться, после чего он «проваливается» во времени.
1962 год, Сан-Франциско, Калифорния (ответвлённая линия времени). Кейси, который в своей жизни является заключённым Фрэнком Моррисом, сбегает со своими сообщниками из тюрьмы «Алькатрас», пытаясь уплыть от неё на надувной лодке. Внезапно появляется Локи и пытается узнать у Фрэнка, что происходит, однако тот его не узнаёт. Локи «проваливается» во времени, попадая в различные места и время, в том числе в Театр Времени в УВИ в прошлом.
2012 год, Нью-Йорк (ответвлённая линия времени). Охотник В-15, которая в своей жизни является врачом Уиллис осматривает и накладывает гипс девочке, убеждая её, что у неё всё будет хорошо. Внезапно появляется Локи и, не успев ничего сказать, вновь «проваливается» во времени и пространстве.
2022 год, Кливленд, Огайо (ответвлённая линия времени). Мобиус М. Мобиус, который в своей жизни является продавцом гидроциклов и отцом-одиночкой по имени Дон, пытается продать новый вид гидроцикла. Появляется Локи и рассказывает о том, что УВИ уничтожено, и что весь мир в смертельной опасности. Дон ему не верит, и Локи снова «проваливается» во времени и пространстве.
1994 год, Пасадина, Калифорния (ответвлённая линия времени). Уроборос «У.Б.», который в своей жизни является писателем в жанре научной фантастики и учёным А. Д. Дагом, пытается продать свои книги, однако их никто не покупает. Он возвращается в свою мастерскую, являющуюся прототипом его помещения в УВИ, и там появляется Локи. Даг верит в истории Локи о УВИ и его «провалах» во времени и пространстве и рекомендует Локи научиться контролировать свои «провалы», однако у Локи не выходит. Локи желает вернуться в момент до взрыва Ткача, чтобы предотвратить его, и Даг выдвигает теорию, что для этого необходимо собрать всех, с кем Локи был в момент взрыва, чтобы их общая темпоральная аура отправила их в нужное время и место, однако для этого нужен тэмпад. Локи отдаёт Дагу Руководство УВИ, после чего вновь «проваливается» во времени и пространстве.
Попав в линию времени Мобиуса, Локи убеждает его примкнуть к нему и помочь спасти его реальность и своих детей. Даг с помощью руководства за полтора года создаёт прототип тэмпада, и Локи собирает почти всех, кто был с ним в момент взрыва. Отправившись за Сильвией, Локи пытается завербовать и её, однако она ставит под сомнение стремление Локи вырвать своих друзей из их реальных жизней в угоду работы в УВИ, лишая их свободы выбора. Сильвия отправляется в музыкальный магазин, и внезапно вся реальность Сильвии спагеттифицируется и погибает, однако Сильвия успевает сбежать через Дверь времени. Вернувшись к своим друзьям, Локи пытается вернуть их по их реальностям, однако в мастерской появляется Сильвия и заявляет, что альтернативные линии времени погибают, и соглашается помочь Локи. Внезапно мастерская Дага начинает спагеттифицироваться, после чего Фрэнк, Даг, Уиллис, Дон и Сильвия распадаются, и Локи остаётся один в разрушающемся мире. Используя частицы разрушенных героев, Локи начинает контролировать свои «провалы», попадая в прошлое до уничтожения мастерской, концентрируясь на человеке, а не на событии. Локи заявляет, что сможет «переписать историю», после чего, используя «провал», попадает в своё тело до взрыва Ткача и оказывается рядом с Уроборосом в УВИ.
После титров проигрывается реплика игрового автомата «Заниак», призывающая использовать ещё одну монету.

## Реакция
Тереза Лаксон из Collider отметила, что этот эпизод хорошо раскрывает главного героя, его развитие. Она подчеркнула, что большинство сериалов КВМ служат подспорьем для других проектов, поэтому рецензентке приятно, что в «Локи» фокус на заглавном персонаже. Куинн Левандовски из Screen Rant также отмечал рост Локи как героя, особенно в сцене признания, что он хочет вернуть своих друзей. Дженна Андерсон из ComicBook.com обратила внимание, что дом Уробороса в ответвлённой временной линии очень похож на офис УВИ. Кайла Харрингтон из Dexerto дала серии 5 звёзд из 5 и осталась заинтригованной «чем закончится 2 сезон „Локи“ и как он повлияет на дальнейшие события в Саге Мультивселенной».

### Комментарии
1. ↑  События эпизода «Heart of the TVA».
2. ↑  Театр, в котором Мобиус показывал будущее Локи в эпизоде «Glorious Purpose».
3. ↑  Так как это является фактически тем же самым, что делал Тот, кто остаётся.